# Mike Schwartz (cestista)
Michael Schwartz, detto Mike (in ebraico מיכה שוורץ‎?; Chicago, 17 marzo 1949), è un ex cestista statunitense naturalizzato israeliano.

## Carriera
Con Israele ha partecipato ai Campionati europei del 1971.

## Palmarès
- Campionato israeliano: 8

Maccabi Tel Aviv: 1967-68, 1969-70, 1970-71, 1971-72, 1972-73, 1973-74, 1974-75, 1975-76
- Coppa di Israele: 5

Maccabi Tel Aviv: 1969-70, 1970-71, 1971-72, 1972-73, 1974-75